# Тонський район
Тогський (кирг. Тоң району) — район Іссик-Кульської області Киргизстану. Центр району — село Боконбаєв.